# Windstar Cruises
Windstar cruises is een Amerikaanse cruiselijn dat beschikt over een vloot van kleine, luxueuse cruiseschepen. Deze schepen vervoeren 148 tot 310 passagiers. De schepen varen naar 50 landen, verdeeld over 150 havens in Europa, de Caraïben en Centraal-Amerika. In mei 2014 heeft Windstar zijn vloot uitgebreid. Deze uitbreiding van de capaciteit bood nieuwe mogelijkheden zoals reizen naar IJsland, Panamakanaal, Costa Rica en Tahiti. Volgens 'de Condé Nast Traveler 2014 Readers choice Awards' is Windstar de beste cruiselijn voor kleine schepen.

## Geschiedenis
De windstar Sail Cruises is opgericht in 1984. Hun eerste schip de Wind Star is te water gelaten in 1986. In het daaropvolgende jaar gevolgd door de Wind Song en later de Wind Spirit. In 1988 heeft Holland America line(HAL) Windstar Sail cruises gekocht. HAL werd vervolgens een dochteronderneming van Carnival Corporation & plc. Hierdoor werd met steun van de Franse overheid verder gebouwd aan de Wind Surf en de Wind sage. Deze twee schepen waren langer dan de originele schepen.
In maart 2007 heeft Carnival Windstar verkocht aan Ambassadors International voor 100 miljoen dollar. Vier jaar later werd Windstar opnieuw verkocht aan Anschutz Corporation een dochterbedrijf van Xanterra Travel collection.
In 2014 werden er drie nieuwe schepen aangekocht. De Star Pride, de Star legend en de Star Breeze. The star Pride ging in mei officieel in dienst met een reis van Barcelona naar Rome. De andere twee schepen gingen een jaar later in dienst na een christelijke ceremonie in Italië.
In juni 2018 werd de Star Legend het grootste cruiseschip dat ooit gevaren heeft op Ballard Locks van Seattle.
In november 2018 worden de Star Pride, de star legend en de Star Spirit verlengd met 25.6 meter. Deze werkzaamheden zullen plaatsvinden in Palermo met een kostenplaatje van 250 miljoen dollar. De capaciteit van het schepen zal toenemen van 212 naar 312 passagiers.

## Vloot
De relatief kleine windstar schepen zijn geregistreerd in de Bahamas. Onder deze vlag zijn ze een van de weinige cruise schepen waar passagiers toegelaten zijn op de brug. Door hun beperkte diepgang kunnen de schepen binnen in havens waar groter cruiseboten niet binnen kunnen.